# 18766 Broderick
18766 Broderick este un asteroid din centura principală de asteroizi.

## Descriere
18766 Broderick este un asteroid din centura principală de asteroizi. A fost descoperit pe 10 mai 1999 la Socorro, New Mexico, în cadrul proiectului LINEAR. Asteroidul prezintă o orbită caracterizată de o semiaxă mare de 2,53 ua, o excentricitate de 0,11 și o înclinație de 1,1° în raport cu ecliptica.